# ロサヴィア

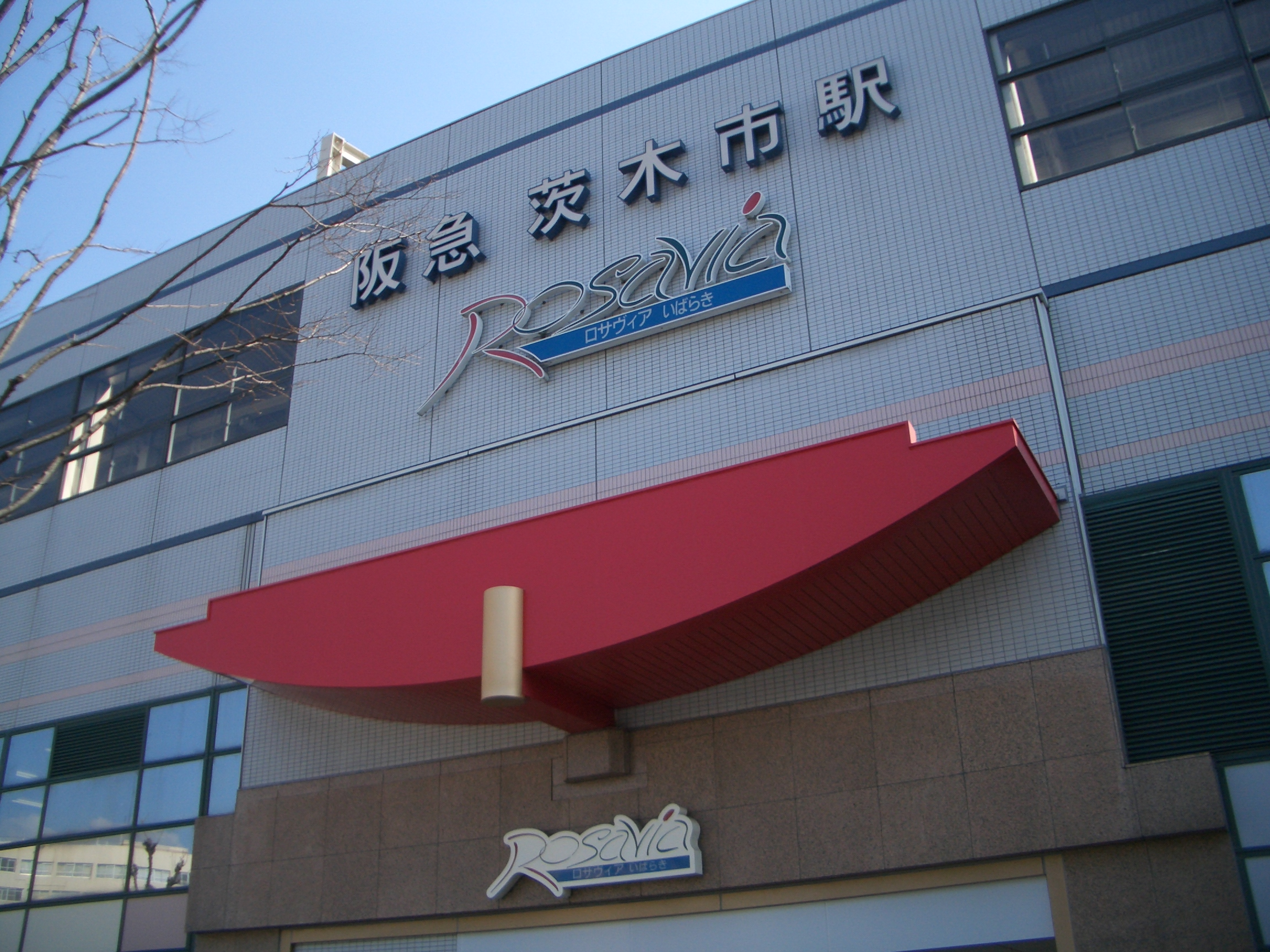
ロサヴィア　外観

ロサヴィアは、大阪府茨木市の阪急茨木市駅の駅高架下に設置されているショッピングモール。阪急阪神ビルマネジメントが展開している。阪急阪神ホールディングスグループ。

## 開業
1991年10月5日

## フロア
- 1階
  - Sur（スール）
  - Cent（セント）
  - Norte（ノルテ）

- 2階
  - Sur（スール）
  - Norte（ノルテ）

※2階には駅改札・コンコースがあるため、Cent（セント）部分がない。
Sur（スール）は1階・2階共に飲食店街になっている。